# HMS Sidon (1944)
HMS Sidon je bila britanska podmornica kraljevske mornarice splovljena septembra leta 1944. Bila je tretja iz skupine S-class podmornic. Ta razred podmornic je bil zgrajen v tridesetih letih dvajsetega stoletja, v času modernizacije britanske mornarice. Njena vloga je bila uporaba vod severne Evrope in Sredozemlja. Ker so imele visoko okretnost in hitro pogrezanje so skupaj z odličnim orožjem predstavljale nevarnega nasprotnika. Zasnova podmornic se je izkazala za tako uspešno, da so med vojno nadaljevali s proizvodnjo. Nekatere izmed podmornic so imele varjeno konstrukcijo. Pozneje je bila njihova konstrukcija v celoti varjena. To je izboljševalo odpornost na pritisk trupa in omogočalo večjo globino potapljanja. Skupno je bilo v tem razredu zgrajenih 62 podmornic razdeljenih v tri skupine. Sidon je spadal v tretjo skupino.
Zgradila jo je družba Cammell Laird & Co Limited, Birkenhead. Eksplozijo je povzročil pokvarjen torpedo. Potopila se je na južni obali Anglije v Portlandskem pristanišču. Pri tem je 13 ljudi izgubilo življenja.

## Nesreča
16 Junija leta 1955 je bil Sidon privezan pri ladijskem skladišču HMS Maidstone v Portlandskem pristanišču. Za testiranje so imeli naložena dva 21 inčna preizkušena peroksidna torpeda imenovana "Fancy". Na krovu je bilo 56 častnikov in članov posadke.
Ob 8.25 je odjeknila eksplozija enega od "Fancy" torpedov (ne bojne konice). Naložen je bil v cevi tri, pretrgal pa je največ dve neprepustni pregradi. Vzrok za to so bili požar, dim in pa strupeni plini. 12 ljudi v prednjih prekatih je bilo mrtvih takoj, 7 pa jih je bilo huje poškodovanih.
Podmornica se je začela nagibati na desno stran, zato je poročnik Verry ukazal evakuacijo iz strojnice in rešitev v lopute. Zaradi reševalcev iz Maidstona, niso pobegli mornarji takoj umrli. Izjema je bil zdravniški poročnik Charles Eric Rhodes, ki je bil začasni kirurg. Pomagal je nekaterim preživelim na krovu in bil pri poizkusu reševanja zadušen. Uporabljal je DSEA komplet za reševanje za katerega pa ni bil usposobljen. Ob približno 8.50 je Sidon potonil na dno pristanišča. Ker je Rhodes reševal druga življenja in pri tem izgubil svojega je 1. Novembra leta 1955 prejel medaljo Albert.
Teden dni kasneje je bila razbitina dvignjena in prepeljana na plažo Chesil. Posmrtni ostanki 13 žrtev so bili odstranjeni in pokopani z vsemi častmi v Portlandsko kraljevsko pomorsko pokopališče s pogledom na pristanišče.
Preiskovalno sodišče ni okrivilo nikogar za izgubo podmornice Sidon. Neposredni vzrok nesreče je bil v "Fancy" torpedu. Torpedo je bil pripravljen na preizkus. Začel je teči že, ko je bil še v podmornici. Zato je prišlo do zelo visokega pritiska v njegovem gorivu. Torpedo je uporabljal HTC (high test peroxide) kot oksidant. Kombinacija bakrene armature znotraj torpeda in HTC-ja je povzročila razgrajevanje v kisik in paro. Torpedna bojna konica se ni razstrelila, ampak je njegov trup počil nasilno, pretrgalo je torpedno cev in povzročilo poplavo. Ta je uničila podmornico. Torpedni program je bil ukinjen, zato so jih vzeli ven iz uporabe leta 1959.
Sidon so spet splavili za delovanje ASDIC tarče 14 Junija leta 1957.
Na 50. obletnici Sidonske nesreče 16 Junija leta 2005, je podmorniško združenje Dorset Branch dvignilo spominski kamen tistim, ki so umrli. Ta se nahaja v bližini vojnega spomenika pri Portlandu, nasproti portlandskim višinam. 
Preživeli in sorodniki preživelih v nesreči, so se udeležili spominske slovesnosti 18. januarja leta 2003 in dejali, da nameravajo dvigniti HMS Sidon.